# Municipio de Tacotalpa
El municipio de Tacotalpa es un municipio del estado mexicano de Tabasco, localizado en la región del río Grijalva y en la subregión de la Sierra.

## Toponimia
Su nombre proviene del vocablo náhuatl Taco-tlal-pan, que significa "tierra de breñas y malezas".

## Descripción
Su cabecera municipal es la ciudad de Tacotalpa y cuenta con una división constituida, además, por 1 villa, 34 ejidos, 5 secciones ejidales, 21 rancherías, 2 poblados, 1 colonia rural y 4 nuevos centros de población.
Su extensión es de 738.52 km², los cuales corresponden al 3.01% del total del estado; esto coloca al municipio en el noveno lugar en extensión territorial. Colinda al norte con los municipios de Jalapa y Macuspana, al sur con el estado de Chiapas, al este con el estado de Chiapas, y al oeste con el municipio de Teapa.

### Límites municipales
Tiene límites administrativos con los siguientes municipios y/o accidentes geográficos, según su ubicación:
| Noroeste: Teapa  | Norte: Jalapa y Macuspana | Nordeste: Macuspana    |
| Oeste: Teapa     |                           | Este: Tila y Sabanilla |
| Suroeste: Amatán | Sur: Huitiupán            | Sureste: Sabanilla     |

## Historia
Es probable que hacia los siglos V y VI indígenas mayas (cultura zoque) iniciaran el poblamiento de este territorio que hoy se conoce como municipio de Tacotalpa. Importantes piezas arqueológicas (siglos VIII a X d. C.) descubiertas por el etnólogo Carlos Pellicer Cámara en las grutas de Cuesta Chica, cercanas a la hoy villa de Tapijulapa, sugieren la utilización de estas cuevas como centros ceremoniales ya que en lo referente a la construcción de edificios sólo se han encontrado basamentos de poca importancia.
Según el historiador local Ciro Coutiño López, la expansión de la cultura zoque en la sierra norte de Chiapas abarcaba las pueblo de Tacotalpa, Teapa, Jalapa, Oxolotán, Tepetitán, Astapa, Jahuacapa, Cacaos, Tapijulapa, Amatán, Pichucalco e Ixtapangajoya, región que al ser descubierta por los españoles fue llamada Sierra de los zoques.
Luego de una resistencia que duró poco más de un lustro, los zoques fueron sometidos y en 1531 una gran cantidad de ellos, originarios de las encomiendas de Tacotalpa y Oxolotán, fueron reclutados a la fuerza por Francisco de Montejo hijo para reforzar la conquista de Campeche en donde dieron batalla al mando de Juan de Lerma.
En 1535, las poblaciones de Tacotalpa y Oxolotán fueron encomendadas a Bernardino de Medina, un español sediento de riquezas y aventuras que al poco las dejó abandonadas para enrolarse con el conquistador Hernán Cortés en sus viajes expedicionarios por las costas del Océano Pacífico; por el abandono de Medina las encomiendas le fueron entregadas a Tomás Rijoles quien pasado un tiempo también las abandonó, por lo que luego de una breve disputa fueron arrebatadas por el propio Montejo, quien nombró como su representante a Francisco Ramírez (27 de junio de 1543).
En 1546, los frailes franciscanos inician la colonización del territorio de Tacotalpa, oficiándo misas en los pueblos de Tacotalpa, Tapijulapa, Oxolotán, Noipac y Puxcatán.
Fray Diego de Landa, obispo de Yucatán, durante una visita pastoral a la provincia de Tabasco en 1575, visitó las poblaciones indígenas zoques de Tacotalpa, Tapijulapa y Oxolotán.
En 1572 los frailes franciscanos Francisco Silvestre Magallón, Bernabé de Pastrana, Juan Fajardo, Buenaventura Valdés y Diego de Padilla, fundaron e iniciaron la construcción de los conventos de Oxolotán y de Poposá (hoy, Lázaro Cárdenas).
Diez años después, el Convento de Oxolotán pasó a manos de los frailes dominicos quienes terminaron la construcción en 1633, y desde donde atendían las doctrinas de los pueblos de Tacotalpa, Tapijulapa, Puxcatán, Teapa, Tecomajiaca, Jalapa, Astapa y Cacaos.

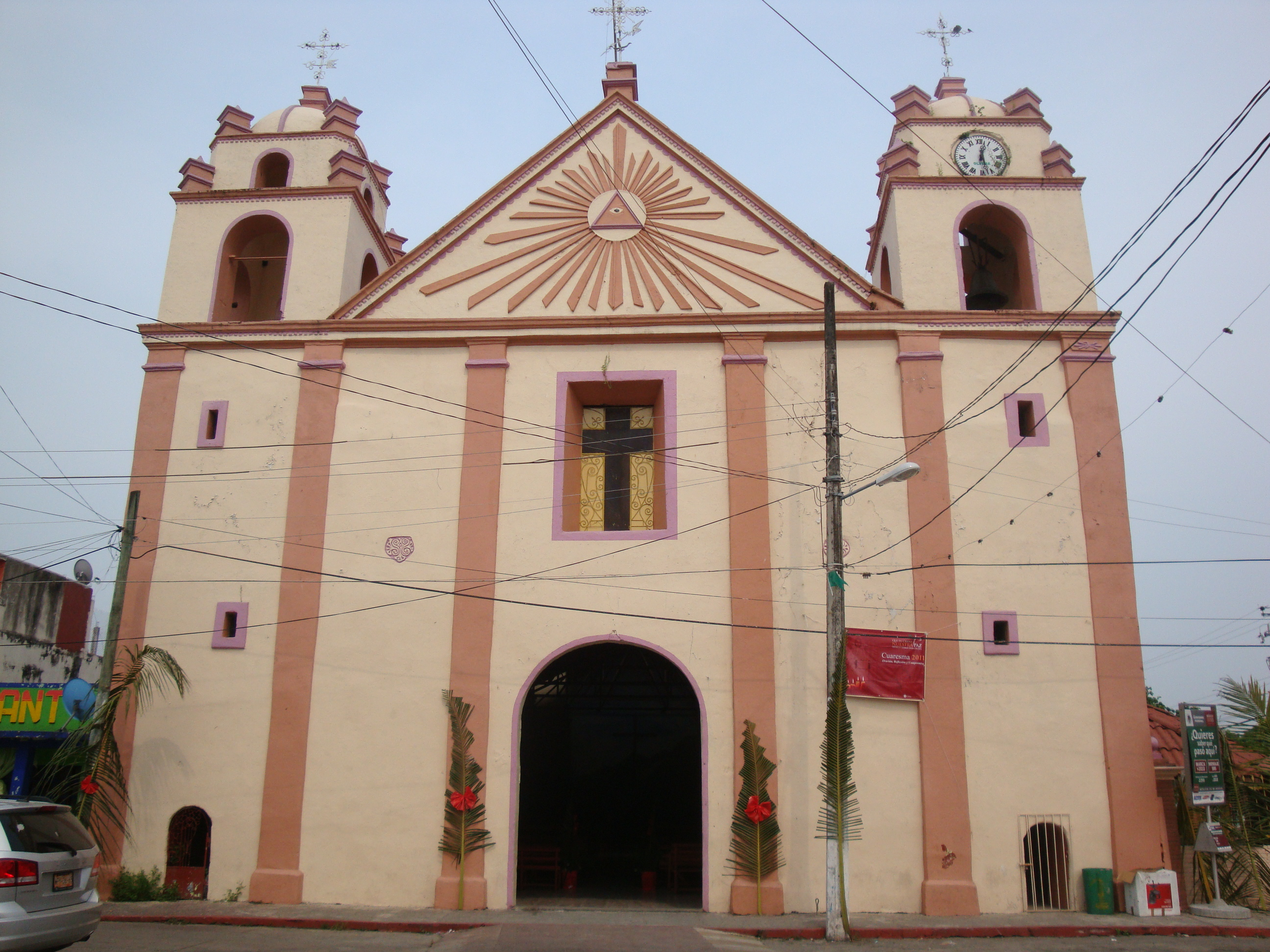
Iglesia de la Virgen de la Asunción en la ciudad de Tacotalpa. Es la iglesia es la más antigua de Tabasco ya que su construcción culminó en 1710.

En 1677 y debido a que los piratas ingleses habían incendiado y destruido la capital San Juan de Villa Hermosa el Alcalde Mayor de Tabasco Diego de Loyola decide cambiar los poderes de la Provincia a un lugar cerca de la población indígena de Tacotalpa, nombrándola Tacotalpa de la Real Corona, hecho que se considera como la fundación de la actual ciudad cabecera municipal.
En el año de 1703, el entonces Alcalde Mayor de Tabasco, José Antonio Torres, siguiendo con la idea de Loyola de hacer de Tacotalpa una villa española, autorizó la construcción de una nueva iglesia en la villa acorde a una capital de provincia, y que sustituyera a la pequeña iglesia de seto, lodo y techo de guano que existía desde 1599. Así, la nueva iglesia de Nuestra Señora de la Asunción fue concluida en el año de 1710, y consagrada por el Obispo de Yucatán Pedro de los Ríos de Madrid.
El 5 de febrero de 1825, por decreto Constitucional, se creó el partido de Tacotalpa, teniendo a la villa de Tacotalpa como su cabecera.
Según la Ley Constitucional de la División Territorial del Estado, sancionada por el gobernador José Julián Dueñas el 17 de agosto de 1850, la entidad se dividió en 4 departamentos y éstos a la vez en partidos. El Art. 14 de la mencionada ley señala que el partido de Tacotalpa se compone de la villa de Tacotalpa y los pueblos de Tapijulapa, Oxolotán y Puxcatán.
A partir del 21 de diciembre de 1883, según la Ley Orgánica de la División Territorial y Reglamentaria sancionada por el gobernador Manuel Mestre Gorgoll, Tacotalpa es uno de los 17 municipios de Tabasco y la villa de Tacotalpa la cabecera.
Durante el garridismo la villa de Tapijulapa cobró especial importancia debido a que el gobernador Tomás Garrido Canabal había adquirido en las cercanías de esta población una hacienda que llamó Villa Luz. El famoso terreno enclavado en uno de los sitios más bellos de este municipio con grutas, cascadas y manantiales de aguas sulfurosas, fue acondicionado con aeropista, alberca, bungalows, avenidas y una hermosa casa donde descansaba el mandatario; debido a ello, de 1934 a 1936 la cabecera municipio se trasladó a la villa de Tapijulapa, pero al fin del garridismo regresó a la villa de Tacotalpa en 1937.
Entre 1959 y 1961, se construye la carretera que enlaza a la ciudad de Tacotalpa, con la villa de Tapijulapa.
En el año de 1979 culmina la remodelación de la villa de Tapijulapa, en la cual se arreglaron las fachadas de las construcciones, se adoquinaron las calles, se reparó el parque principal y se restauró la iglesia, dándole el aspecto que hoy tiene la villa. También, se restauró el convento franciscano en el pueblo de Oxolotán.
El 9 de junio de 2010 se declaró a la villa de Tapijulapa "Pueblo Mágico", con lo que recibe difusión turística a nivel nacional e internacional.

## Personas destacadas
- Lino Merino Marcín (1807-1900): Liberal, defensor del suelo tabasqueño durante la invasión norteamericana en 1846, apoyó el Plan de Ayutla y encabezó las fuerzas liberales de Tacotalpa contra la intervención francesa.

- Domingo Borrego Moreno (1860-1936): Poeta, escritor y político, Gobernador de Tabasco en 1911.

- Lorenzo Santa María Fue el único tabasqueño en ser Gobernador de Tabasco en la época de la colonia, al hacerlo en tres ocasiones en los períodos de 1811-1814 y de 1817-1818.

- Narciso Santa María Fue Gobernador de Tabasco en el periodo de 1834 a 1836 y en 1844

- Eduardo Correa Gobernador de Tabasco en el período de 1836 a 1837

- Calixto Merino Jiménez (1836-1915): Fue Gobernador de Tabasco en 1891

- Graciela Pintado de Madrazo (1915-1969) Esposa del gobernador Carlos A. Madrazo Becerra, se distinguió como primera dama del estado por su decidida labor en favor de la niñez.

## Medio físico

### Orografía

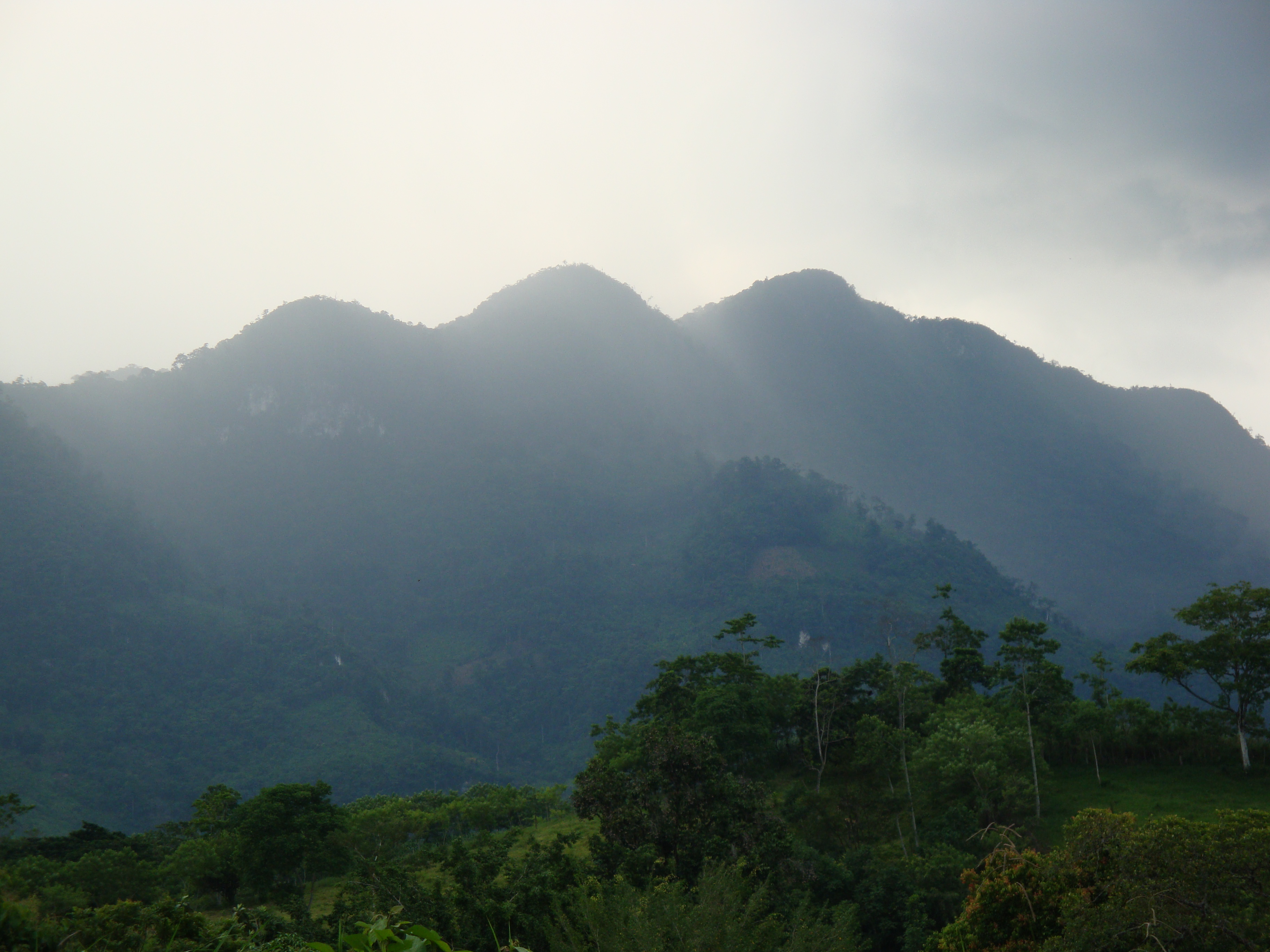
Cerro El Madrigal, en el Parque estatal Sierra de Tabasco. En Tacotalpa.

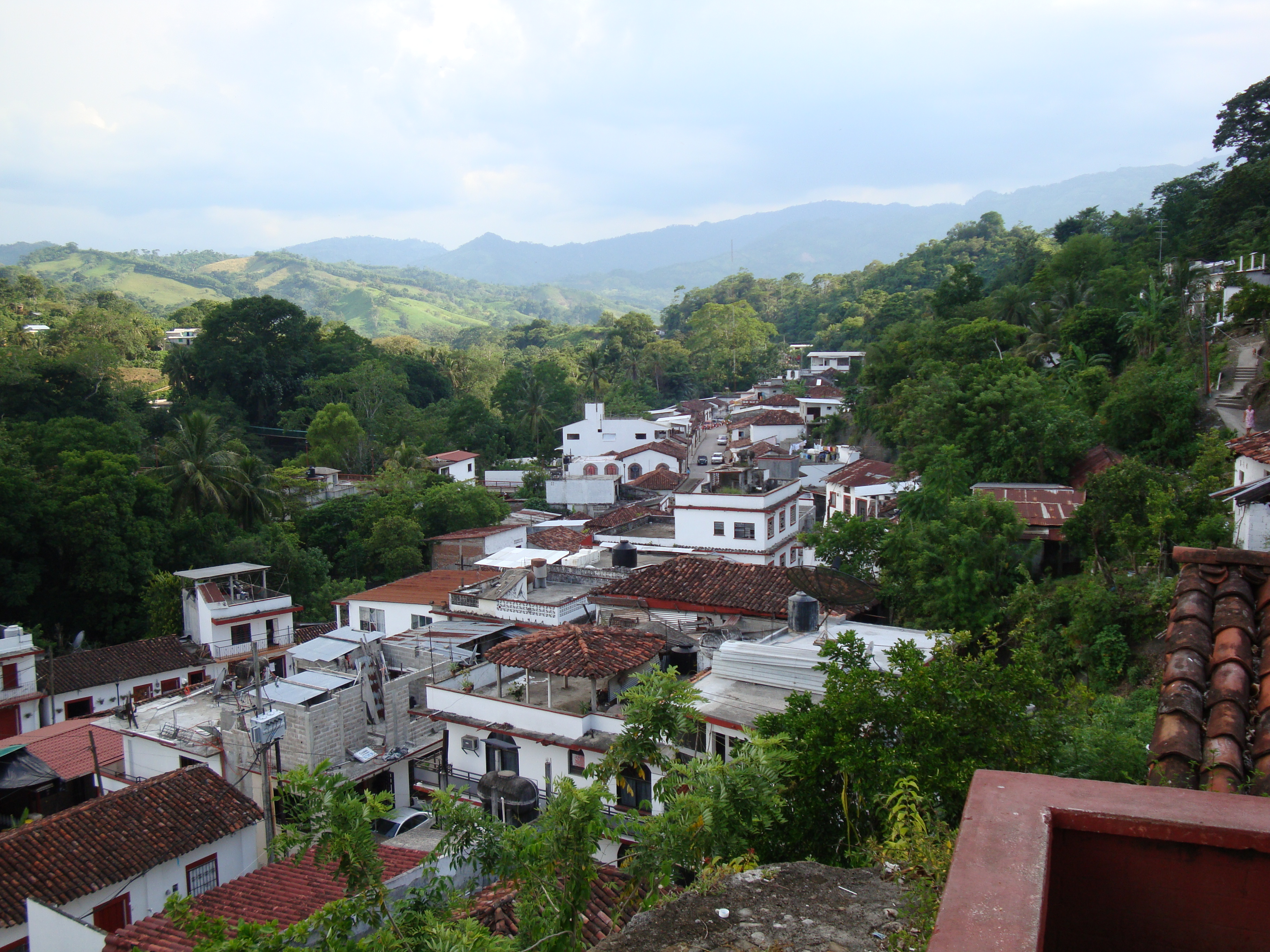
Panorámica de Villa Tapijulapa, Pueblo Mágico enclavado en la sierra tabasqueña.

En este municipio se localizan varias de las mayores elevaciones de la entidad, destacándose entre ellas los cerros de El Madrigal (que es la segunda elevación más alta de Tabasco, con una altura de 900 m s. n. m.), también existen otros cerros importantes como  La Campana, Murciélago, Palo Quemado y Cora de Poaná, las cuales no sobrepasan los 900 metros de altitud.

### Hidrografía
El municipio de Tacotalpa se encuentra dentro de la cuenca del Grijalva – Villahermosa (la más extensa del estado, 41% de la superficie global), y dentro de la subcuenca "río de la Sierra".
Los principales ríos que atraviesan el municipio son el río de la Sierra que al pasar por este municipio de sur a norte toma el nombre de "Tacotalpa", y los ríos Puxcatán, Oxolotán, Amatán y el Chinal.

### Clima
El clima es cálido húmedo con abundantes lluvias todo el año, presenta cambios térmicos en los meses de octubre, noviembre y diciembre.
Se aprecia una temperatura media anual de 25 °C, siendo la máxima media mensual de 29 °C en el mes de mayo y la mínima media mensual de 22 °C. en los meses de diciembre y enero.
El régimen de precipitación se caracteriza por un total de caída de agua de 4,014 mm con un promedio máximo mensual de 588 ml. en el mes de octubre y un mínimo mensual de 132 milímetros en el mes de abril.
Las mayores velocidades del viento; se concentran en los meses de octubre y noviembre con velocidades que alcanzan los 31 kilómetros por hora presentándose en junio y julio las menores, con velocidad de 30 kilómetros por hora.

## Ecosistemas

### Flora
La vegetación predominante en los últimos años ha sido la selva alta perenifolioa que ha dado paso paulatinamente a la apertura de nuevas vegetaciones producto de la actividad agrícola predominante en la zona como es la actividad maicera, las plantaciones cafetaleras y la ganadería.
La diversidad de la vegetación se refleja en la flora que va desde las praderas cultivadas hasta las zonas selváticas en donde es posible todavía hoy observar especies de flora y fauna en vías de extinción como el canacoite, árbol que por su rareza se encuentra en la lista de especies amenazadas.

### Fauna
En esta parte de la naturaleza de México se encuentra un ecosistema único en su género, la selva mediana, en la que en las copas de los árboles es posible observar manadas de monos aulladores, cenzontles, pavoreales y guacamayas. Todas estas especies se encuentran en las listas de las especies amenazadas y en peligro de extinción.

## Recursos naturales
Por el tipo de vegetación predominante en la región se cuenta con árboles maderables que se utilizan para la elaboración de viviendas y muebles, así como recursos provenientes de ríos y lagunas. Este municipio está considerado como uno de los de mayor potencial forestal y agrícola en el estado.
De esos recursos forestales destacan algunas especies maderables como el cedro rojo, caoba, jobo, ceiba y amate.

## Economía

### Sector primario
Agricultura
La actividad agrícola en el municipio está destinada a la producción de granos básicos, plátano y caña de azúcar.
Ganadería
La ganadería es otro sector importante en la economía local practicándose esta actividad de manera extensiva.

### Sector secundario
Industria
La actividad industrial es mínima en el municipio, está representada por los establecimientos donde se fabrican derivados de la leche, como quesos y cremas.

### Sector terciario
Comercio
Existen en el municipio pequeños comercios, como tiendas de abarrotes, misceláneas, farmacias, tiendas de ropa, muebles, calzado, alimentos, licorerías, ferreterías, materiales para la construcción, papelerías, refaccionarías, etc.
Servicios
El municipio cuenta con servicios de bancos, cajeros automáticos, hotel, fondas y restaurantes, bares, casino social, sitio de automóviles, transporte rural, clínica y farmacia, talleres automotrices, de hojalatería y pintura.

## Turismo

### Tapijulapa

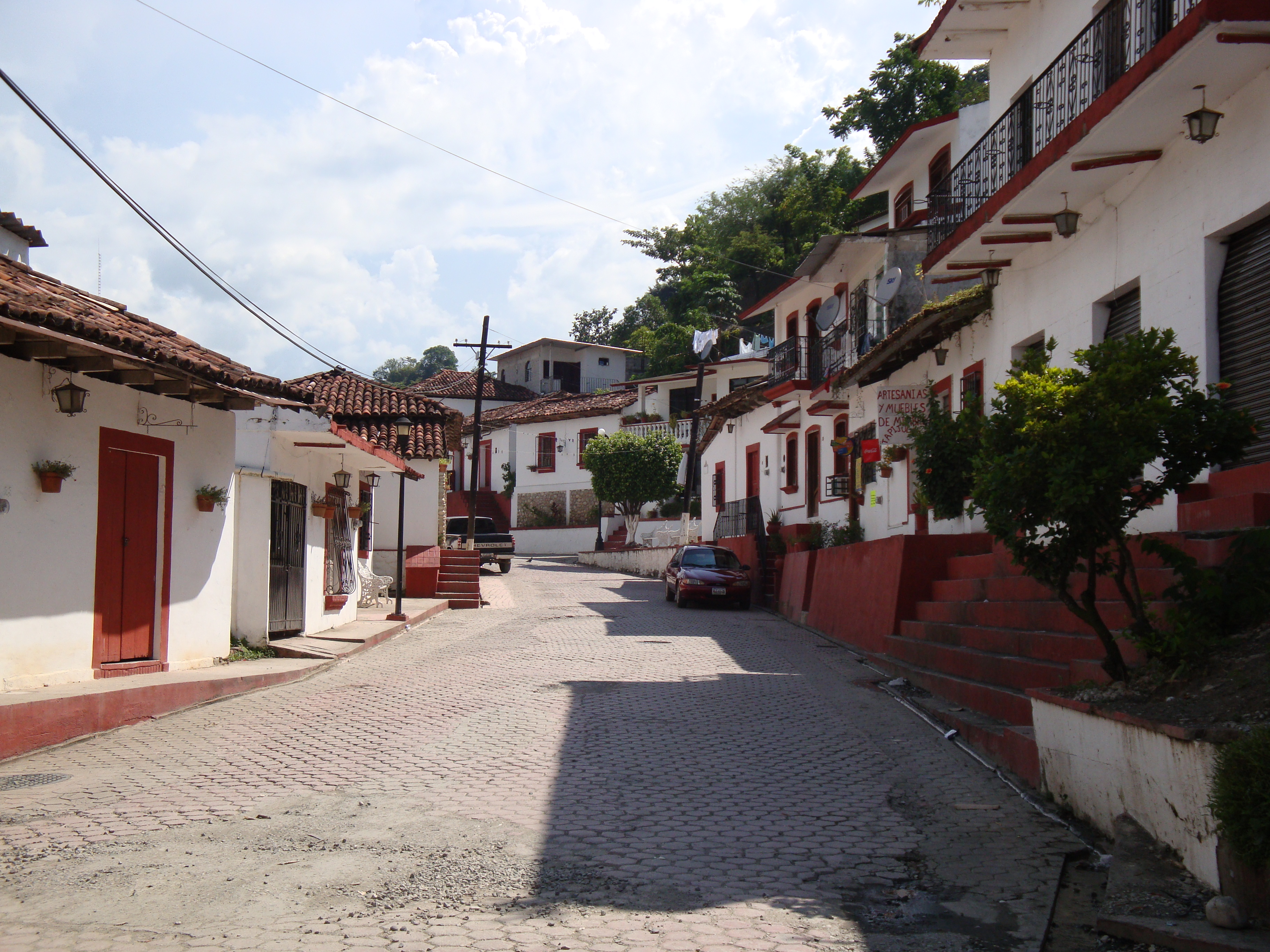
Calle de la villa de Tapijulapa, declarado "Pueblo Mágico".

El principal polo turístico del municipio lo constituye la villa de Tapijulapa, cuyo nombre significa "lugar donde se rompen cántaros", la cual en el 9 de junio de 2010 fue declarada "Pueblo Mágico" lo que de la acceso a la promoción turística a nivel nacional e internacional. En 1979 concluyeron las labores de restauración de esta villa, durante los cuales se adoquinaron las calles, se remodelaron las fachadas de las casas, comercios y el parque de la localidad, igualmente se restauró la iglesia, dándole a la villa la imagen que ahora tiene. Además junto a la villa de Tapijulapa, cruzan los ríos Oxolotán y Amatán, los cuales son muy visitados por turistas que desean bañarse en sus transparentes aguas.

### Oxolotán
Cerca de Tapijulapa, se localiza el poblado de Oxolotán, que significa "casa del ocelote", esta localidad se encuentra enclavada en la sierra de Tabasco, y su principal atractivo es el Templo y exconvento de Santo Domingo de Guzmán, el cual fue construido de 1572 a 1633 y actualmente fue restaurado. También en esta población se localiza el Museo de la Sierra.

### Villa Luz
Partiendo de Tapijulapa se localiza Villa Luz, lugar al que se accede después de un recorrido en lancha que dura unos diez minutos, en el sitio se localizan pequeñas cascadas, arroyos de aguas sulfurosas y la casa que perteneció al exgobernador Tomás Garrido Canabal.

### Cueva de las Sardinas Ciegas
Existen cerca de la zona, las grutas de "Cuesta Chica", así como las de "Noipac" y la "Cueva de las Sardinas", esta última exploradas por científicos internacionales ya que presenta en su interior un lago en el que habitan peces ciegos, además de que las condiciones de su interior tiene características que imperaron en el planeta Tierra hace millones de años.

### Ecoturismo

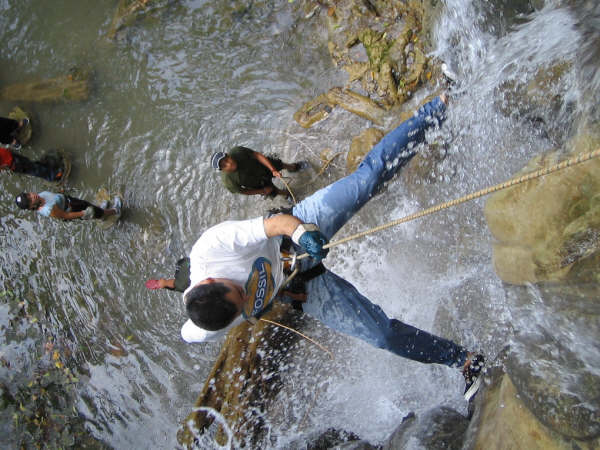
Práctica de Rappel en el Centro Ecoturístico "Kolem-Jaa".

#### Kolem Jaa
El municipio de Tacotalpa es pionero del ecoturismo en Tabasco. En las cercanías de Tapijulapa, se localiza el centro ecoturístico de "Kolem-Jaa", el cual cuenta con cabañas, tirolesa, canopea (canopy) el cual es el segundo más largo de Latinoamérica, pista comando, aviario, restaurante, y en el que se pueden realizar actividades como recorrido en bicicleta de montaña, senderismo, paseos en lancha y otros deportes.

#### Parque Estatal de la Sierra
Declarada el 24 de febrero de 1988 por el Congreso local como "área natural protegida" en la modalidad de “Parque estatal”, el Parque estatal Sierra de Tabasco cuenta con una extensión de 15 113.20 hectáreas, y protege uno de los últimos reductos de la selva alta perennifolia en Tabasco. En este parque se localizan los cerros de El Madrigal, Poaná, y La Campana.

### Monumentos históricos
El municipio de Tacotalpa cuenta con cuatro construcciones catalogadas como Monumentos históricos por parte del Instituto Nacional de Antropología e Historia. El Templo y exconvento de Santo Domingo de Guzmán construido de 1572 a 1633 en el pueblo de Oxolotán; la Iglesia de Nuestra Señora de la Asunción en la ciudad de Tacotalpa construida de 1703 a 1710; la Iglesia de Santiago Apóstol en Tapijulapa (fines del siglo XVII); y la Escuela Primaria Federal Coronel Gregorio Méndez Magaña en la cabecera municipal. 

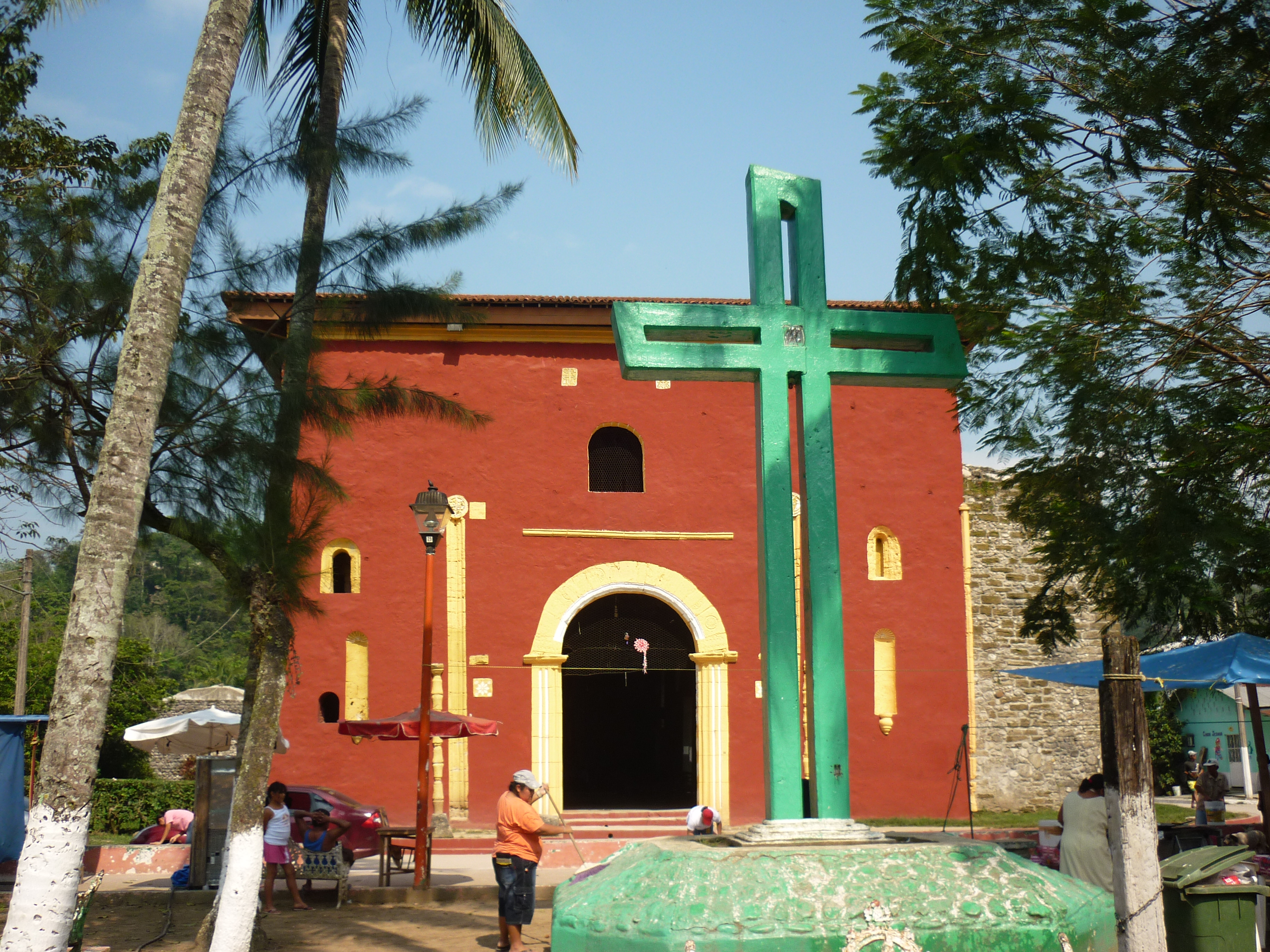
Exconvento de Santo Domingo de Guzmán, en Oxolotán.

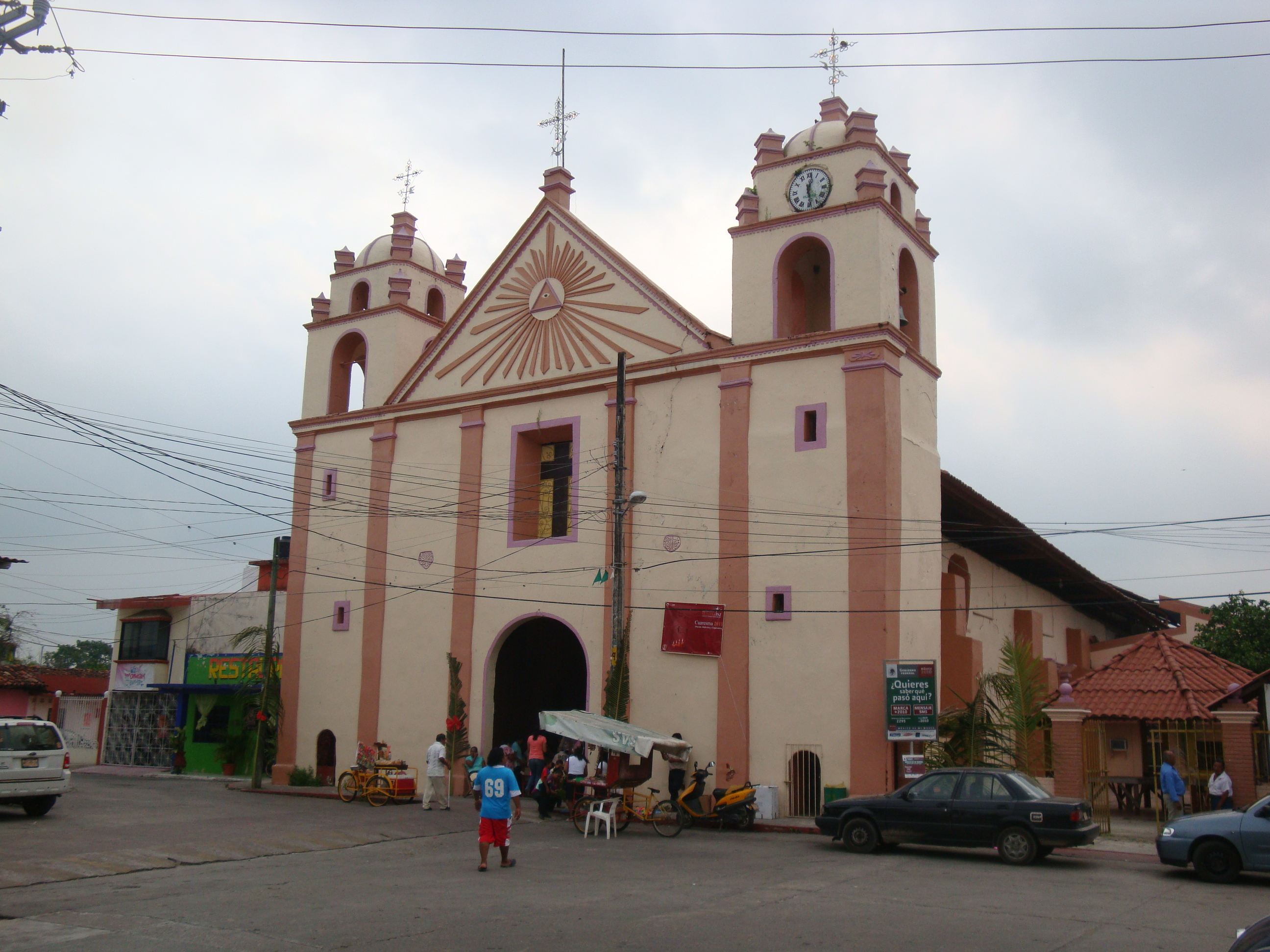
Iglesia de Nuestra Señora de la Asunción, en la ciudad de Tacotalpa.

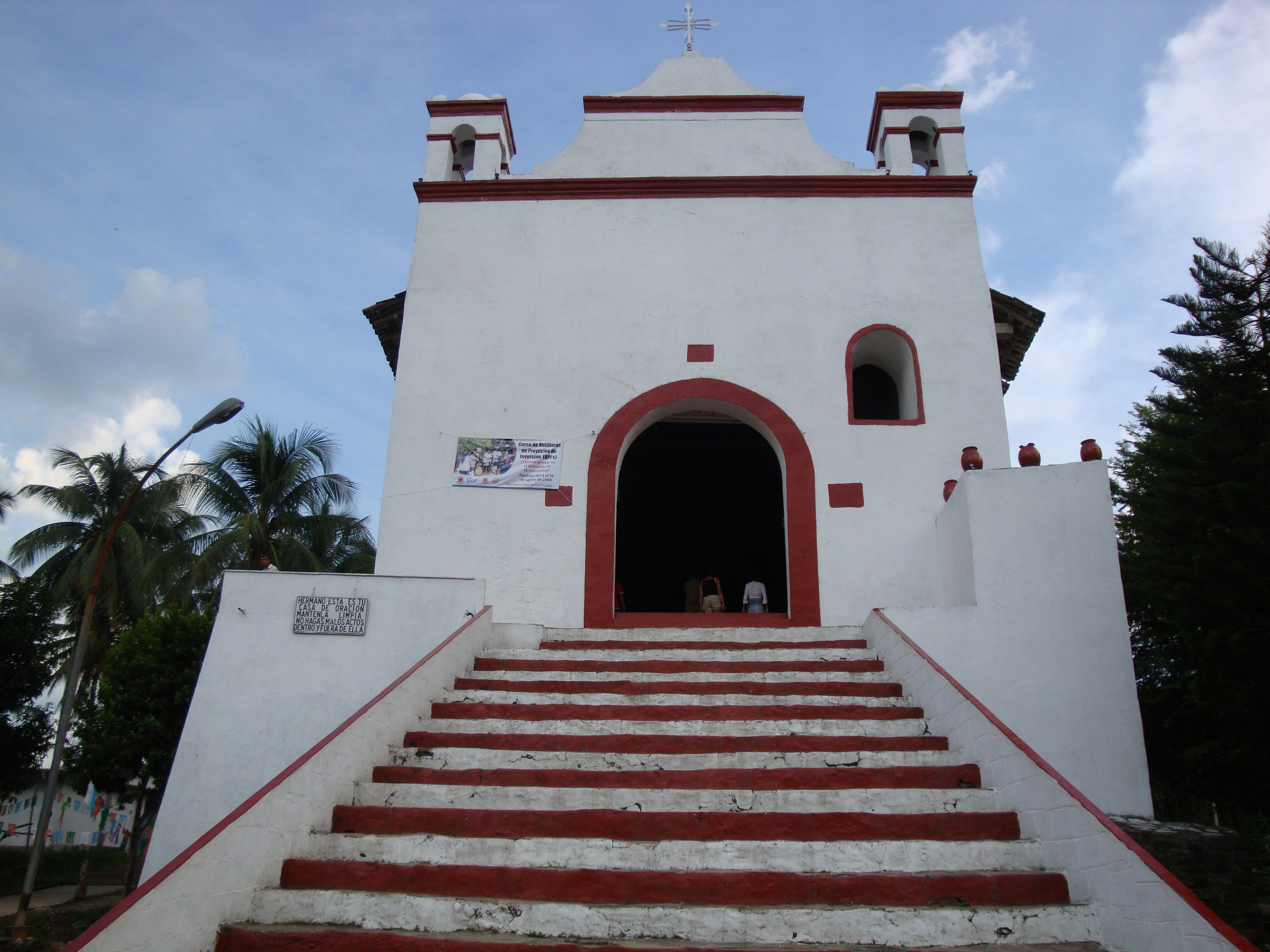
Iglesia de Santiago Apóstol, en la villa de Tapijulapa.

#### Ex Convento de Oxolotán
Es la construcción colonial más antigua de Tabasco. Fundado por los frailes franciscanos quienes iniciaron la construcción en 1572, sin embargo 10 años después pasó a depender de los frailes dominicos, quienes lo concluyeron en 1633, y desde donde impartían doctrina a una extensa región de la sierra tabasqueña y del Norte de Chiapas. Dinamitado en una parte por el exgobernador Tomás Garrido Canabal, el convento en ruinas fue restaurado en 1988 y actualmente alberga el Museo de la Sierra.  
El templo presenta una portada apaisada de un solo cuerpo, con arco de medio punto en el acceso y en la ventana superior; a los lados hendiduras a modo de pilastras remetidas y coronadas a la altura de la ventana por sendos medallones, uno muestra la flor de lis y el otro el símbolo del sol y la luna, en relieve; ambos, flanqueados por pequeños cuadros, también en relieve con figuras de unicornios; más a los extremos en la parte baja, hay un nicho a cada lado con peana y venera. Toda la fachada está aplanada y pintada en color rojo óxido y con detalles en amarillo ocre. El templo está techado con tejas sostenidas por varas de caña brava sobre una armadura de madera. Actualmente está catalogado como Monumento histórico por parte del Instituto Nacional de Antropología e Historia.

#### Iglesia de Nuestra Señora de la Asunción
Es la iglesia más antigua de Tabasco ya que su construcción inició en 1703 y se terminó de construir en 1710. Durante la época del gobernador Tomás Garrido Canabal entre 1928 y 1934 se inició la campaña antirreligiosa en el estado, sin embargo la iglesia no pudo ser destruida debido a la solidez de su construcción por lo que fue convertida en caballeriza primero, y luego en cuartel militar, y muchas de sus imágenes fueron llevadas por los habitantes hacia la sierra donde fueron escondidas en cuevas. 
La iglesia es de estilo Renacentista Franciscano, su fachada y muros están construidos de piedra y terminada en aplanado. Su fachada es lisa y austera, ya que carece de relieves y de adornos elaborados, solo se pueden apreciar dos grabados hechos en piedra. Tiene tres puertas al frente, una grande al centro en forma de arco y dos pequeñas a los lados, que dan acceso a cada una de las dos torres con que cuenta y que son de tres cuerpos, ambas torres tienen en los dos últimos cuerpos, cuatro columnas cuadradas (una en cada esquina) adosadas y decoradas con una cenefa. En la parte superior están rematadas con una cruz de hierro cada una, y cuentan con una altura aproximada de 25 metros. Actualmente está catalogada como Monumento histórico por parte del Instituto Nacional de Antropología e Historia.

#### Templo de Santiago Apóstol
Este templo se localiza en el pueblo mágico de Tapijulapa, su construcción data del siglo XVII. Es una iglesia pequeña, construida de piedra con acabados en mezcla aplanada. Tiene una puerta de acceso en forma de arco y una ventana en el lado izquierdo de la fachada. Tiene una cenefa y dos pequeñas torres que salen de la parte superior de la fachada. El techo anteriormente era de teja de barro, pero durante la restauración fue sustituido por tejas de zinc. Durante la época garridista, se salvó de ser destruida, sin embargo fue desmantelada en su interior, y las imágenes con que contaba fueron incineradas. Actualmente está catalogada como Monumento histórico por parte del Instituto Nacional de Antropología e Historia.

#### Museo de la Sierra
En Oxolotán, se localiza el Museo de la Sierra, en el que se exhiben artículos de la época colonial y cuenta con una exposición de fotografías.

## Cultura

### Artesanías
Están representadas principalmente por muebles de madera y "mutusay", los cuales son realizados con gran calidad de parte de los artesanos tacotalpenses. También son muy famosas las flores y figuras de joloche pintadas de vivos colores, así como figuras talladas en madera.
En Oxolotán y en el ejido Tomás Garrido se elabora cestería con bejuco de la región, que los lugareños llaman “matusay”. Y con palmitas de guano, se fabrican sombreros en el ejido Miraflores.

## Fiestas  y tradiciones

#### Fiestas
- Pesca de las Sardinas.  Domingo de Ramos, en Villa Luz, Tapijulapa.
- Feria de Tapijulapa. Del 23 al 25 de julio.
- Feria Municipal de Tacotalpa. Del 12 al 18 de agosto.

#### Tradiciones
La pesca de la sardina ciega: tradición heredada de la cultura maya en honor a Chac, dios de la lluvia. Se celebra en las grutas de Villa Luz, distante a 4 kilómetros de la villa de Tapijulapa: los viernes de Semana Santa; el Viacrucis en Tapijulapa: tradición híbrida donde los elementos regionales se manifiestan en un espectáculo único.

## Comunicaciones

### Carreteras
Hay en el municipio 265.80 kilómetros de carreteras estatales de los cuales 50.40 kilómetros están pavimentados y 215.40 kilómetros están revestidas.
- A Tacotalpa se puede llegar a través de la carretera estatal Villahermosa-Jalapa-Tacotalpa.

- También se puede llegar al municipio a través de la carretera federal N.º 195 Villahermosa-Tuxtla Gtz, tramo Villahermosa-Teapa, para después tomar la carretera estatal Teapa -Tacotalpa.

### Ferrocarril
El Ferrocarril del Sureste (Coatzacoalcos-Mérida), cruza el municipio, contando con dos estaciones.

## Principales localidades
- Tacotalpa: Cabecera municipal, en ella se encuentra ubicados los principales edificios públicos del municipio y las representaciones estatales y federales; las principales actividades económicas son la prestación de servicios, el cultivo del banano y la ganadería. La población aproximada es de 6,724 habitantes, y se localiza a 63 kilómetros de la capital del estado.

- Tapijulapa: Las actividades económicas son la agricultura, el turismo, las artesanías y la ganadería. La distancia de la cabecera municipio es de 22 kilómetros y su población es de 2,395 habitantes.

- Oxolotán: Las principales actividades económicas son la agricultura, la pesca, la ganadería y las artesanías. La distancia a la cabecera municipio es de 38 kilómetros y su población es de 1,383 habitantes.